# Цветови модел
 Цветови модел е математически модел за описание на представянето на цветовете във формата на поредици от числа (обикновено от три, по-рядко – четири стойности), наречени цветови компоненти или цветови координати. Всички възможни стойности на цветовете, задавани чрез модела, определят цветово пространство.
Цветовият модел задава съответствието между възприеманите от човека цветове, съхранени в паметта му, и цветовете, формирани на изходно устройство (евентуално при определени условия) – например монитор.

## Цветово пространство CIE XYZ
Човекът е трихромат – в ретината окото има рецептори, отговорни за цветното зрение. Може да се счита, че всеки вид рецептор (конус или колбичка) реагира на определена дължина на вълната от видимия спектър.
За всички физически реализуеми цветове важи свойството, че както функцията на реакция, така и свързаните с нея цветови координати не са отрицателни. Системата, основана на реакцията на конусните клетки на човешкото око, се нарича цветови модел LMS.
В исторически план, за количествено измерване на цветовете е дефинирано различно цветово пространство – XYZ. Това е еталон, определен строго математически от Международната комисия по осветление (на английски: International Commission on Illumination – CIE) през 1931 г. Моделът CIE XYZ е образец за почти всички останали цветови модели, използвани в техниката.
Струва си да се отбележи, че цветовото пространство XYZ не задава директно реакциите на конусните клетки на човешката ретина, а е съществено преработен с цел да се получат числени стойности на цветовете и съответно възможност да се разграничи един спектър от друг въз основа на фотометричната яркост на излъчване (Y). Самата яркост Y не се тълкува като реакция единствено на зелените конуси, а представлява сложна функция за дневно тристимулно зрение, която се задава от реалната реакция на всички рецептори. Първоначално моделът CIE 1931 XYZ е получен чрез преобразуване на цветовия модел CIE 1931 RGB, който от своя страна е резултат от директен експеримент по смесване и визуално сравнение на излъчвания с различен спектрален състав. Всеки цветови модел може да се преобразува в модел XYZ, тъй като в него за всеки цвят са определен правилата за смесване и ограниченията, налагани върху всеки спектрален състав на излъчване.

### Хроматични координати (x;y) и цветово пространство xyY
Ако формално построим напречното сечение на пространство XYZ с равнината {\displaystyle X+Y+Z=const}, можем да запишем останалите две линейно независими координати във вида
{\displaystyle x=X/(X+Y+Z)}
{\displaystyle y=Y/(X+Y+Z)}.
по подобен начин, но не задължително:
{\displaystyle z=Z/(X+Y+Z)}
Това сечение се нарича хроматична диаграма (цветова диаграма).
Както лесно се пресмята по формулите, точка (X,0,0) от пространството XYZ съответства на точка xy=(1,0) в хроматичната диаграма. По подобен начин, точка XYZ=(0,Y,0) съответства на точка xy=(0,1), а точка XYZ=(0,0,Z) – на точка xy=(0,0). Видно е, че всички реални цветове, получени чрез всички спектрални състави на излъчване, включително и монохроматичните (спектралните цветове) не достигат до подобни „чисти“ стойности. Тази закономерност произтича от правилата за смесване на цветовете и е проява на това, че е невъзможно да се получи реакция само от някои конуси без да има реакция от страна на други (макар и много малка), а също и на това, че когато има някаква реакция от страна на конусите, макар и малка, яркостта Y не може да бъде нула или с много малка стойност.

### Физически реализуеми цветове
Ако на хроматичната диаграма xy се отбележат всички възможни монохроматични спектрални цветове, те образуват незатворен контур, наречен „спектрален локус“. Съединителната линия в основата на този контур („език“) се нарича „линия на пурпура“. Всички цветове, които могат да бъдат реализирани като сума от спектрални линии с дадена яркост (Y=const), ще лежат вътре в този контур. Тоест, съществуват точки XYZ на цветове, намиращи се извън контура, за които не може да се получи съответната реакция от конусите при тази яркост, макар че всяка от компонентите има положителна стойност.
При пресмятания е напълно възможно да се използват такива цветове (както и цветове с отрицателни координати). Например, като основни цветове за пространството Prophoto RGB са избрани физически нереализуеми цветове.

## Производни на CIE XYZ цветни пространства
Цветовите модели могат да бъдат класифицирани по тяхното предназначение:
1. L*a*b* – равноконтрастно цветово пространство, в което разстоянието между цветовете отговаря на усещането за тяхното различаване.
2. Адитивни модели – където цветът се получава чрез добавяне до черно (RGB).
3. Субтрактивни модели – цветът се получава чрез „изваждане“ на цветове от бял лист (CMY, CMYK).
4. Модели за кодиране на цветова информация при компресиране на изображения и видео.
5. Математически модели, които са полезни за обработка на изображения, като HSV.
6. Модели, където съответствието на цветовете се задава таблично (цветови модел Пантон).

Всички модели се свеждат към XYZ чрез съответните математически преобразувания. Примери:
- Цветови модел sRGB (IEC 61966 – 2.1)[2], разновидност на модела RGB, се използва широко в компютърната индустрия и често е цветовият модел „по подразбиране“.
- В телевизията по стандарт PAL се използва цветови модел YUV, за SÉCAM – модел YDbDr, а за NTSC – модел YIQ. (Трябва да се помни, че Y в тези модели се изчислява по съвсем различен начин, отколкото Y в модела XYZ).